# Pseudolaelia freyi
Pseudolaelia freyi är en orkidéart som beskrevs av Guy Robert Chiron och Vitorino Paiva Castro. Pseudolaelia freyi ingår i släktet Pseudolaelia och familjen orkidéer. Inga underarter finns listade i Catalogue of Life.